# Mission Park (Metro de Boston)
Mission Park  es una estación en el Ramal E de la línea Verde del Metro de Boston. La estación se encuentra localizada en Avenida Huntington y Mission Park en Boston, Massachusetts. La Autoridad de Transporte de la Bahía de Massachusetts es la encargada por el mantenimiento y administración de la estación. 

## Descripción
La estación Mission Park cuenta con Aceras y 2 vías. 

## Conexiones
La estación es abastecida por las siguientes conexiones: 
- Rutas de autobuses: 39 y 66